# Hands in the Hair
Hands in the Hair és una pel·lícula produïda a Hong Kong dirigida per Jiang Cheng, estrenada el 2004. Aini és una dona de Xangai que deixa a la seva família per viure amb el seu amant, un dels perruquers més admirats del lloc. Però la fama i l'amor aviat es demostraran incompatibles i la vida de tots dos donarà girs inesperats

## Argument
Abans era una gran bellesa de Shanghai amb nombrosos homes que li anaven al darrere, però ara Aini és una dona ordinària, casada amb un marit avorrit. La seva riquesa, com la seva bellesa, s'han esvaït mentre que la gent al voltant d'ella s'ha fet cada vegada més rica. El seu perruquer és l'últim indret on Aini pot trobar la seva glòria passada. Retent visita al jove perruquer cada vegada més sovint, una passió perduda des de fa molt de temps està a punt d'explotar en ella...

## Repartiment
- Wallace Huo: El perruquer.
- Rosamund Kwan: Aini.
- Francis Ng: El marit.